# Aeschynanthus rarus
Aeschynanthus rarus är en tvåhjärtbladig växtart som beskrevs av Rudolf Schlechter. Aeschynanthus rarus ingår i släktet Aeschynanthus och familjen Gesneriaceae. Inga underarter finns listade i Catalogue of Life.